# Kapelle der Baptisten in Schleswig
Die Kapelle der Baptisten in Schleswig ist das älteste baptistische Kirchengebäude in Schleswig-Holstein und eines der ältesten in Deutschland. Sie wurde 1877 errichtet und befindet sich im Stadtzentrum Schleswigs.

## Baugeschichte
Das Gebäude ist in seiner langjährigen Geschichte mehrfach umgebaut und erweitert worden.
Nach dem Ankauf des Grundstückes des Lehrers Lücke Ende November 1876 wurde am 31. Dezember beschlossen, auf dem dazugehörigen Gartengelände eine Kapelle zu bauen. Das Wohnhaus und der Stall auf dem Teilgrundstück Stadtweg 80 wurden verkauft.
Der Bau wurde am 2. Juli 1877 begonnen, ein erster Gottesdienst fand am 7. Oktober im Betsaal statt, die festliche Einweihung erfolgte am 23. Dezember 1877.

### Einweihungsfeier
Die Hauptfeier der Einweihung erfolgte in Anwesenheit von Geschwistern der Baptistengemeinden Altona (Prediger Bruder Ch. Rode), Elmshorn (Bruder Gornig) und Tangstedt (Brüder Krogmann und Wriedt) und vielen Bürgern der Stadt Schleswig, wie dem Baron von Plessen, dem königlichen Landrat, dem Oberregierungsrat Gehrmann und der Spitzen der Städtischen Behörden und den Lehrern des Gymnasiums. Die Festlichkeiten begannen bereits am Vorabend mit einer Predigt des Predigers Bruder Ch. Rode. Am nächsten Tag folgte einer Gebetsstunde die Verlesung der Gemeindegeschichte durch Cl. Peters jun. Die Festpredigt hielt Bruder Rode zum Thema „Die christliche Gemeinde das Haus des Herrn“, die Nachmittagspredigt Cl. Peters jun. über die Worte Pauli auf dem Richtplatz. Es folgte die Heilige Taufe von sechs Personen und das Abendmahl, bevor eine letzte Predigt von Bruder Rode den Tag beschloss. Die Feierlichkeiten endeten am Montag mit einem Liebesmahl.

### Umbau 1906
Nachdem bereits um 1897/1900 die Beleuchtung verbessert wurde, indem in der Kapelle „sechs Flammen“ und außen „zwei Flammen“ (vermutlich Spirituslampen) angebracht wurden, erfolgten 1906 größere Umbauten der Küchen- und Kellerräume.

### Umbau 1967
Bei dem Umbau von 1967 wurde der Betsaal wesentlich umgestaltet. Der hölzerne Windfang im Betsaal wurde abgerissen und der Eingang verlegt. Vor den neuen Eingang an der Ostseite der Kapelle baute man eine kleine Vorhalle.
Im Betsaal wurde das vormals unter Bohlen im Boden verborgene Taufbecken zugeschüttet und durch ein offenes Becken an der Nordseite ersetzt. Mehrere Fensteröffnungen wurden vermauert und durch ein raumhohes, bunt verglastes Großfenster in der Westwand sowie kleinere, mit teilweise bunten Glasbausteinen versehene Fenster in der Südwand ersetzt. Die Decke des Saales wurde mit Holz abgehängt. Die Nordseite mit dem Durchgang zum „Bibelstundenraum“ erhielt eine filigrane Teilstirnwand mit dem Kreuz, eine neue Kanzel und einen neuen Altartisch. Außerdem wurden die elektrischen Leitungen und die Wasseranlagen erneuert und alle Räume renoviert.

### Umbau 1976

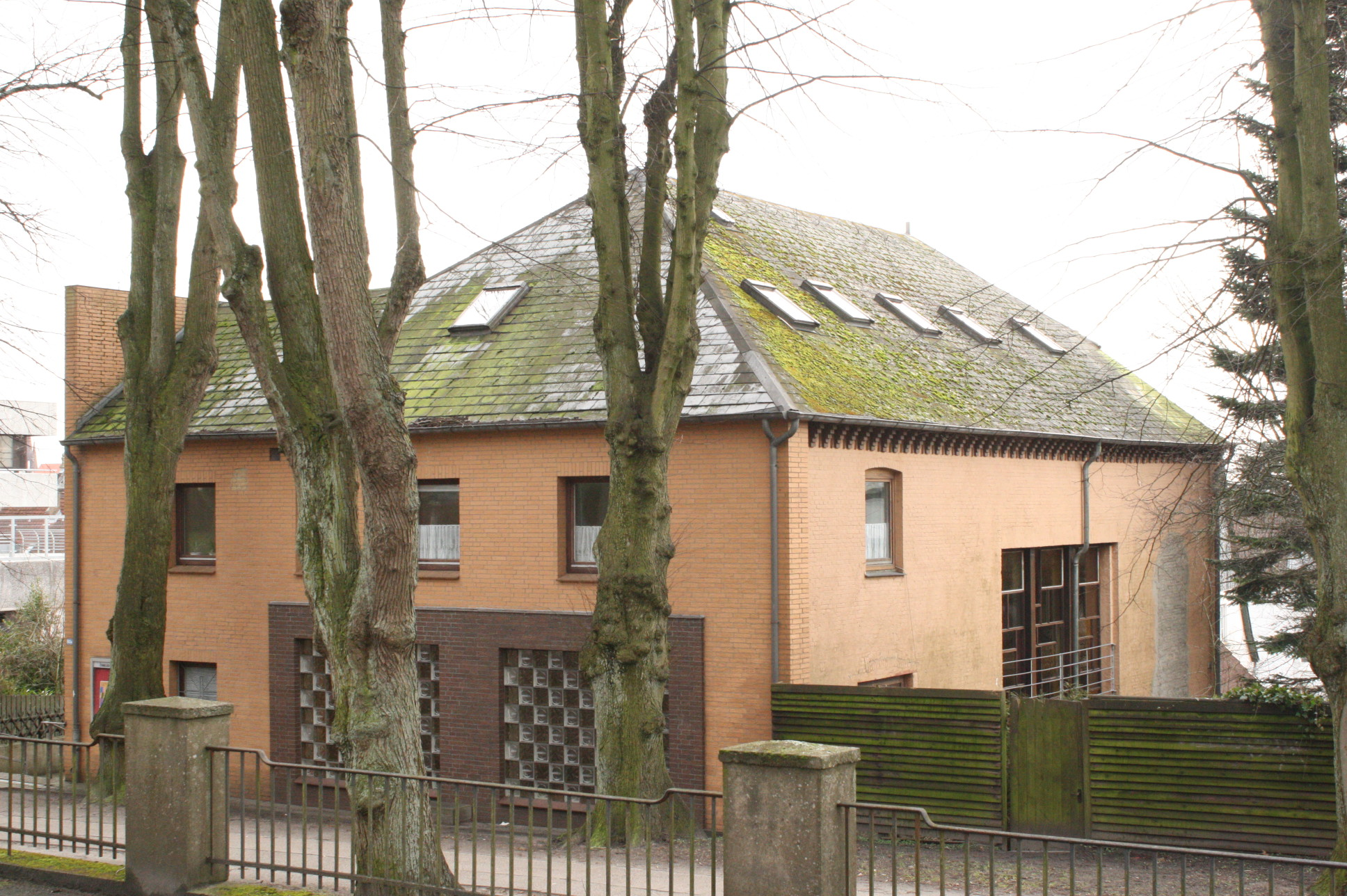
Kapelle der Baptisten in Schleswig aus nordwestlicher Richtung im Februar 2014

Aufgrund der gewandelten Ansprüche an die Gemeindearbeit wurden in das Dachgeschoss, das beim Bau der Kapelle als „Witwenasyl“ eingerichtet worden war, Gruppenräume mit einer Nutzfläche von etwa 100 m², Sanitärräume und eine Teeküche eingebaut. Hierfür war die Verstärkung der Kapellendecke mit einer Stahlträgerkonstruktion erforderlich. Auch der nördlich an den Betsaal anschließende Bibelstundenraum erhielt Großfenster aus Glasbausteinen zur Michaelisallee hin.

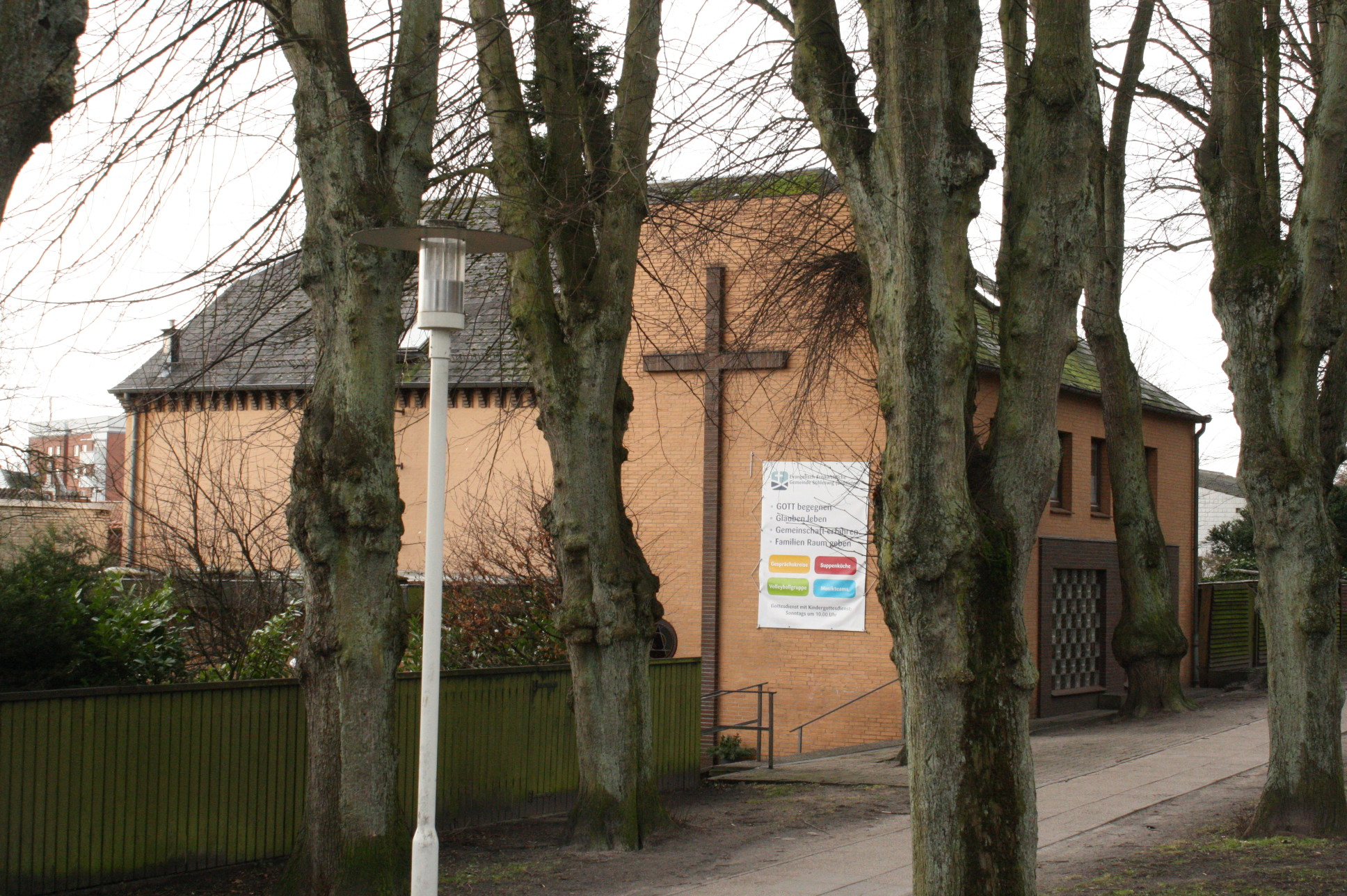
Kapelle der Baptisten in Schleswig aus nordöstlicher Richtung im Februar 2014

Das Treppenhaus, das bisher lediglich aus einer schmalen Treppe zum Obergeschoss mit der Kastellanswohnung und einer gewendelten Holzstiege zum Dachgeschoss bestand, wurde durch ein massives Treppenhaus ersetzt. Die ursprünglich im Keller gelegenen Toiletten wurden in einen an die Vorhalle angebauten Sanitärtrakt verlegt.
Auch die Fassade und die Außenanlagen wurden erheblich umgestaltet. Der Ostgiebel des Quertraktes wurde im Zuge des Treppenhausbaues neu errichtet und bröckelnde Fassadenteile verklinkert. Die Außentreppe zum Keller ist verlegt und der Vorplatz an der Michaelisallee mit Waschbetonplatten und Differenzstufen neu gestaltet worden.
Die Heizung der Kastellanswohnung wurde erneuert, sämtliche Fenster ausgetauscht und die Elektroinstallation komplett erneuert.
Erhebliche Anteile der Baumaßnahmen, insbesondere die statisch komplizierten Umbauten des Dachgeschosses und der Einbau der Fenster wurden von den Gemeindemitgliedern weitestgehend in Eigenleistung erbracht.

### Sanierung 2020/2021
Nach über 40 Jahren mit lediglich laufender Instandhaltung wurden größere Maßnahmen notwendig. Daher wurde im Jahr 2020 die Heizung erneuert und die Gebäudehülle umfassend saniert: Das zuvor mit Teerpappe gedeckte Dach erhielt eine Blecheindeckung, ebenso wurde die Westfassade mit Blech verkleidet. Die übrigen Außenwände aus gelbem Klinker erhielten zum Schutz einen leicht grau abgetönten, weißen Anstrich. Die Dachflächenfenster wurden durch größere ersetzt, die gesamte Dachhaut unter Einbau zeitgemäßer Dämmung komplett neu aufgebaut.
Um im Erdgeschoss einen zweiten Fluchtweg zu schaffen, erhielt der Bibelstundenraum eine Notausgangstür und wurde komplett renoviert. Erneuert wurden Elektrik und Beleuchtung sowie Tapeten und Anstrich, zusätzlich wurden schallschluckende Akustikplatten an der Raumdecke installiert.
Die Dacharbeiten wurden genutzt, um die Gruppen- und Sanitärräume im Obergeschoss an die gewandelten Anforderungen anzupassen. Die beiden sehr kleinen WC-Räume wurden zu einem zusammengefasst, die kleine Teeküche durch Verlegung einer Leichtbauwand in den großen Gruppenraum integriert. Auch diese Räume wurden komplett renoviert.